# Eduard Frühwirth
Eduard Frühwirth (ur. 17 listopada 1908 w Wiedniu, zm. 27 lutego 1973) – austriacki piłkarz grający na pozycji napastnika, trener, selekcjoner reprezentacji Austrii.

## Kariera piłkarska
Eduard Frühwirth urodził się w Wiedniu (ówczesnych terenach Austro-Węgier. Karierę rozpoczynał w 1927 roku w Rapidzie Wiedeń, gdzie rozegrał w swojej piłkarskiej karierze tylko jeden mecz w mistrzowskich rozgrywkach. Następnie grał w niżej notowanych klubach austriackich: Wiener AC, Elektra Wiedeń, Libertas Wiedeń i Floridorfer AC, gdzie w 1940 roku zakończył piłkarską karierę.

## Kariera szkoleniowa
Eduard Frühwirth z większym powodzeniem kontynuował karierę trenerską. Rozpoczynał ją w Floridorfer AC, skąd w 1947 roku przeszedł do Admiry Wiedeń w którym pracował do 1954 roku. Równocześnie był w 1948 roku trenerem reprezentacji Austrii podczas igrzysk olimpijskich 1948 w Londynie, a następnie był jednym z asystentów selekcjonera Waltera Nauscha, gdy austriacka kadra narodowa zdobyła 3. miejsce podczas mistrzostw świata 1954 w Szwajcarii.
Następnym klubem w karierze Frühwirtha był FC Schalke 04, z którym w 1958 roku jedyne do tej pory w historii klubu mistrzostwo Niemiec. Następnie w latach 1969-1962 trenował niemiecki Karlsruher SC. Potem wrócił do austriackiej ekstraklasy do Austrii Wiedeń, z którym w sezonie 1962/1963 zdobył krajowy dublet: mistrzostwo Austrii i Puchar Austrii.
W 1964 roku ponownie został selekcjonerem reprezentacji Austrii, którym był do 1967 roku. W tym czasie prowadził austriacką drużynę w nieudanych dla niej w eliminacjach do mistrzostw świata 1966 i mistrzostw Europy 1968. Łączny bilans w reprezentacji Austrii to: 20 meczów - 7 zwycięstw - 3 remisy - 10 porażek, bramki: 21-32.
Potem trenował jeszcze niemiecki zespół Viktorii Köln i austriacki WSG Wattens, gdzie w 1971 roku zakończył karierę trenerską.

## Sukcesy szkoleniowe

### Schalke 04
- Mistrz Niemiec: 1958
- Półfinał Pucharu Niemiec: 1955

### Austria Wiedeń
- Mistrz Austrii: 1963
- Puchar Austrii: 1963

## Śmierć
27 lutego 1973 roku Eduard Frühwirth jadąc na zaśnieżonej autostradzie łączącej Monachium i Salzburg zderzył się z zaparkowanym samochodem. Zginął na miejscu.